# گرند آیلند (نبراسکا)
گرند آیلند(به انگلیسی: Grand Island) شهری در ایالت نبراسکا کشور ایالات متحده آمریکا است که جمعیت آن در سرشماری سال ۲۰۱۰ میلادی، ۴۸٬۵۲۰ نفر بوده‌است.